# Казаль-Чермелли
Казаль-Чермелли (итал. Casal Cermelli) — коммуна в Италии, располагается в регионе Пьемонт, в провинции Алессандрия.
Население составляет 1229 человек (2008 г.), плотность населения составляет 105 чел./км². Занимает площадь 12 км². Почтовый индекс — 15072. Телефонный код — 0131.
В коммуне 15 августа особо празднуется Успение Пресвятой Богородицы.

## Демография
Динамика населения:

## Администрация коммуны
- Официальный сайт: